# Zagaj pod Bočem
Zagaj pod Bočem je naselje v Občini Rogaška Slatina.